# ماساهيرو تيراأوكا
ماساهيرو تيراأوكا (باليابانية: 寺岡 真弘) (13 نوفمبر 1991 في تاكاماتسو في اليابان – )؛ هو لاعب كرة قدم ياباني سابق كان يلعب كمدافع.

## وصلات خارجية
- ماساهيرو تيراأوكا على موقع رابطة كرة القدم اليابانية للمحترفين (اليابانية)
- ماساهيرو تيراأوكا على موقع قاعدة بيانات كرة القدم.إي يو (الإنجليزية)
- ماساهيرو تيراأوكا على موقع Soccerway.com (الإنجليزية)
- ماساهيرو تيراأوكا على موقع عالم كرة القدم.نت (الإنجليزية)